# Дебунджа
Дебунджа (Дебунша; фр. Debundscha) — деревня в Камеруне. Входит в состав департамента Фако Юго-западного региона страны.
Деревня расположена на высоте 9,15 м над уровнем моря, у подножия вулкана Камерун. Близ деревни находится озеро вулканического происхождения.
На одноимённом мысе около деревни расположен маяк, который в 1904 году установили немецкие колонисты.
Здесь регистрировался абсолютный максимум осадков для Африки — 10 287 мм в год. С октября по май выпадает 750 мм. Максимальное среднегодовое количество осадков зарегистрировано в 1919 году — 14 680 мм (Lefevre, 1972)  14 694 мм .
В среднем число дней с осадками превышает 200 в год.

### Аналитика
- https://web.archive.org/web/20110727125229/http://www.nodc-cameroon.org/anthropo.pdf Побережье Камеруна